# Etienne Provost
Étienne Provost (* 1785 in Chambly, Québec; † 3. Juli 1850 in St. Louis, Missouri) war ein franko-kanadischer Mountain Man, Trapper und Entdecker. Nach ihm sind die Stadt Provo und der Provo River im US-Bundesstaat Utah benannt.
Über Étienne Provosts frühe Jahre ist nichts bekannt. Im Jahr 1814 ließ er sich in St. Louis nieder, wo er ein Haus baute, das er während seiner Anwesenheit in St. Louis bis zu seinem Tod bewohnte.
1814 und 1815 begab er sich auf mehrere Handelsreisen entlang des Arkansas Rivers. Da die spanische Regierung jeglichen Handel mit ihren amerikanischen Nachbarn verboten hatte, wurde er nach jedem Betreten des spanischen Territoriums von den Spaniern festgenommen und in Santa Fe inhaftiert.
Nach der Unabhängigkeit Mexikos von Spanien 1821 wurden jedoch Handelsbeziehungen zwischen den beiden Staaten aufgenommen, so dass Provost im Jahr 1822 erneut nach Santa Fe und Taos im Gebiet des heutigen New Mexico reisen konnte, nun entlang der im Vorjahr gegründeten Handelsroute des sogenannten Santa Fe Trails. 
Im Jahr 1824 zog er mit seinem Partner François Leclerc mit Genehmigung der mexikanischen Regierung von Taos zu einer Erkundung des Uinta-Beckens in das Gebiet des heutigen Utah. Er stellte sich selbst als der erste weiße Amerikaner dar, der den South Pass und den von den Indianern als Lake Timpanogos bezeichneten Großen Salzsee entdeckte. Diese Angaben sind jedoch ziemlich sicher falsch. Sie gehen auf seine eigene Aussage zurück, die erst lange nach seinem Tod 1905 publiziert wurde und zeitlich nach anderen, bestätigten Angaben unglaubwürdig ist. Die (Wieder-)Entdeckung des South Pass ist somit das Verdienst von Jedediah Smith, der Große Salzsee wurde von Jim Bridger entdeckt. 
Im Oktober 1824 kam es in der Nähe des Großen Salzsees am Jordan River zu einem Zusammenstoß von Shoshone-Indianern und Provosts Gesellschaft, in dessen Verlauf acht seiner Männer getötet wurden. Etienne Provost und die überlebenden Trapper zogen nach Nordosten über die Wasatch Mountains. 
Im Frühjahr des Jahres 1825 trafen Provost und seine Männer am Weber River in der Nähe der Green Mountains auf Peter Skene Ogden, ein Mitglied der Hudson’s Bay Company, und auf Trapper von William Ashleys Rocky Mountain Fur Company. Es kam zu einer Debatte zwischen Ogden und Gardener Johnson, weil sowohl die Amerikaner als auch die Hudson’s Bay Company das Land für sich beanspruchten. Provost führte im Juni des Jahres 1825 Ashleys Trapper zum ersten Rendezvous am Henrys Fork des Green River.
Im Jahr 1826 kehrte Étienne Provost nach St. Louis zurück, wurde Angestellter der American Fur Company und war westlich von St. Louis bis 1830 als Fallensteller und Forscher tätig.
Nachdem er sich im Jahr 1830 als Trapper zur Ruhe gesetzt hatte, begleitete er ab 1838 Trapper zu den Rendezvous in den Westen. 1839 nahm er an der Expedition von Joseph Nicolett teil, der Karten des Oberen Mississippi anfertigte. Von 1839 bis 1850 geleitete er mehrere private Expeditionen durch den Westen der USA.
Étienne Provost starb am 3. Juli 1850 in St. Louis.